# Monument à la Victoire et aux Soldats de Verdun
Le monument à la Victoire et aux Soldats de Verdun est un édifice situé dans la ville de Verdun, dans la Meuse en région Grand Est.

## Situation
L'édifice est situé au sein du centre-ville, place de la Libération, à l'emplacement de la ruine de la collégiale de la Magdeleine du XIe siècle, et prend appui sur les anciens remparts du castrum romain dégagés par les bombardements de 1916.

## Histoire
Le monument a été construit à partir de 1926 par l'architecte Léon Chesnay et inauguré le 23 mars 1929.
Il comporte 73 marches d'escalier menant à une crypte qui abrite les registres des soldats ayant reçu la médaille de Verdun. Chaque année au 1er novembre, la flamme de la tombe du Soldat inconnu qui brûle sous l'Arc de triomphe à Paris est acheminée jusqu'à la crypte du monument à Verdun. Elle y brûle jusqu'au 11 novembre, date de l'armistice de 1918, où elle regagne Paris,.

### Protection
Le monument est inscrit au titre des monuments historiques par arrêté du 30 octobre 1989.

## Description
Dessiné par Léon Chesnay et Louis-Alfred Berthémy, le monument comprend des sculptures réalisées par le sculpteur Jean Boucher qui a érigé la statue d'un guerrier appuyé sur son épée et regardant vers l'Est au sommet d'une tour de 30 m de haut encadrée par deux canons russes pris par les Allemands puis repris par les Français.

## Galerie

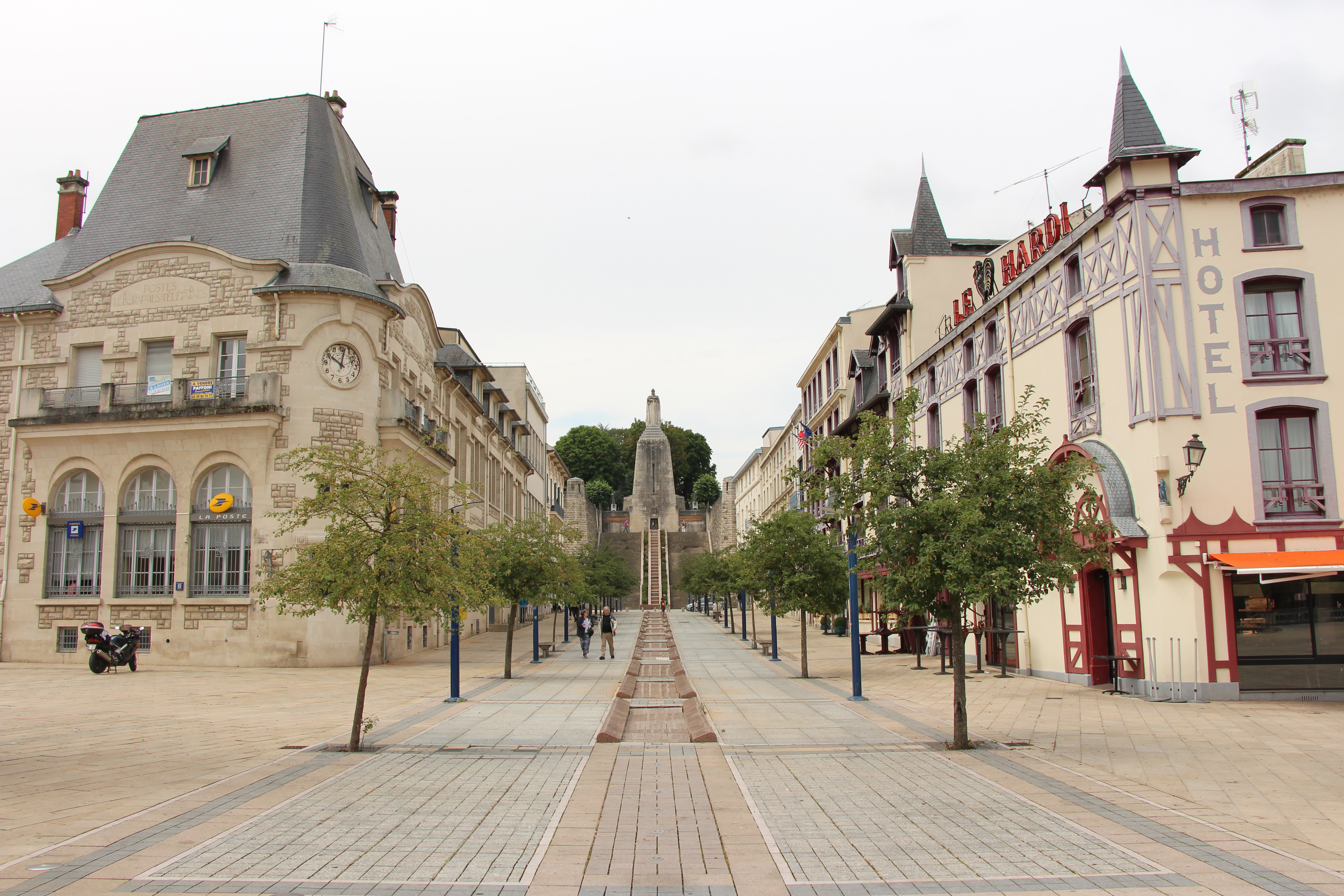
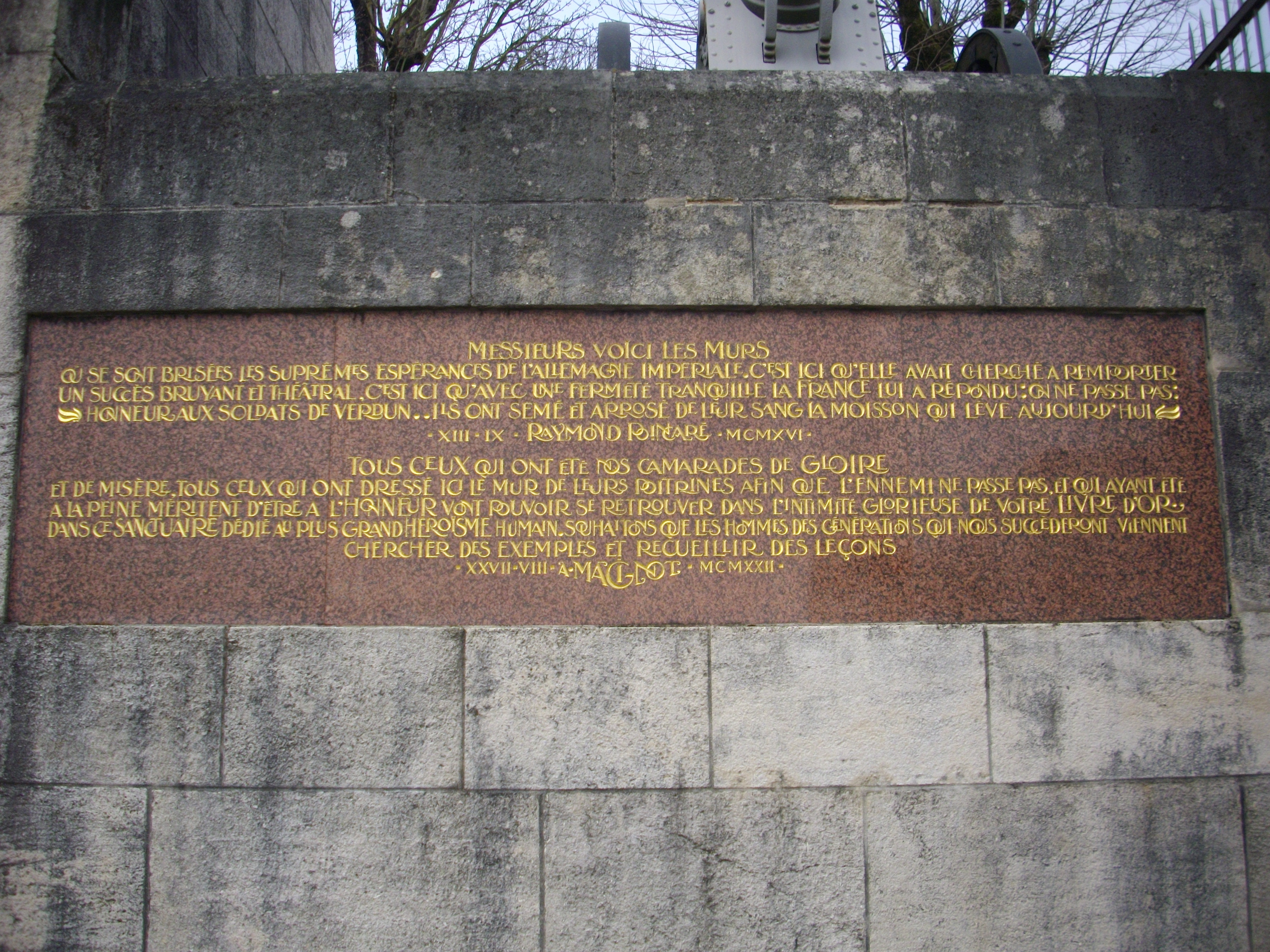
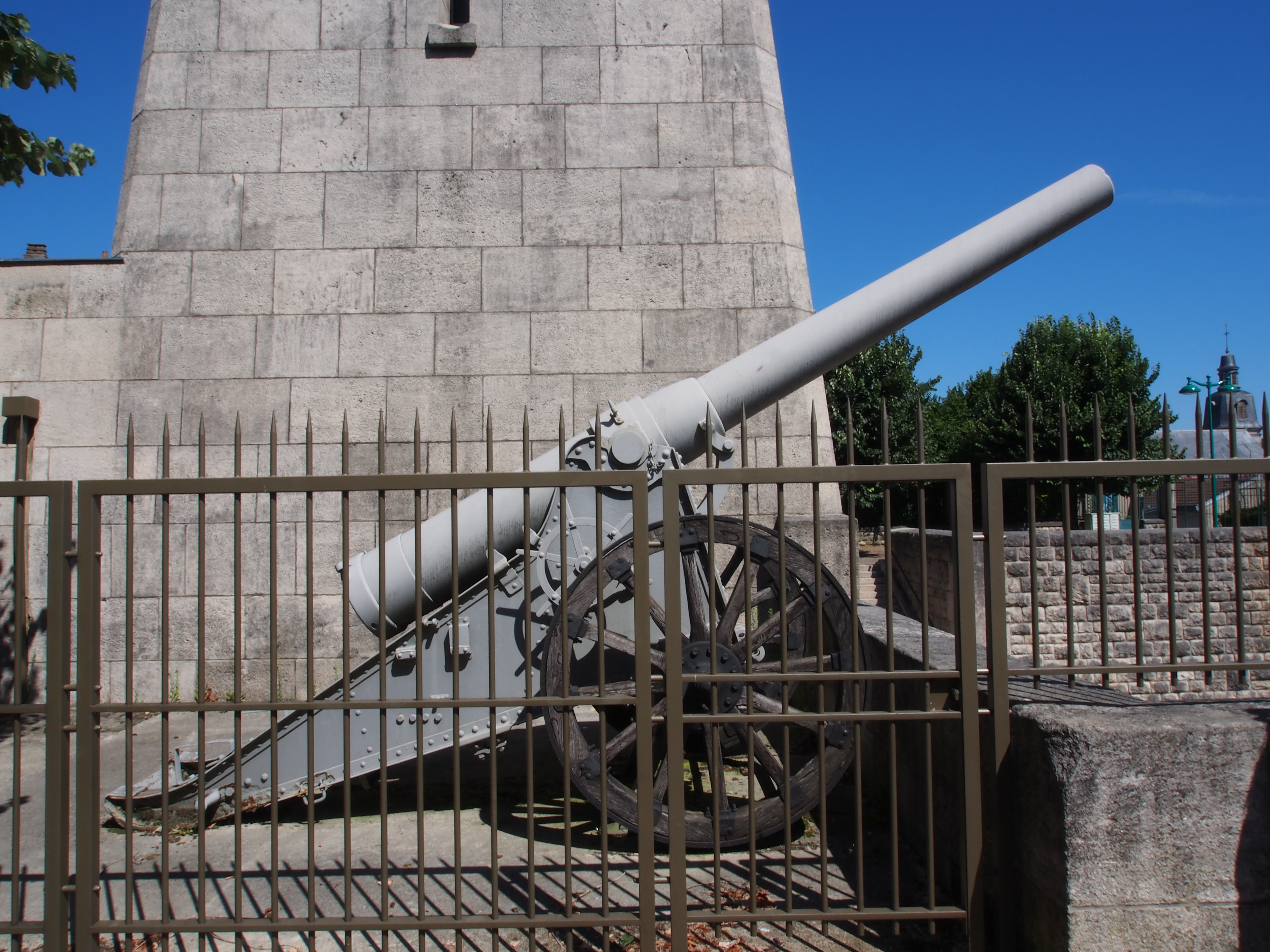
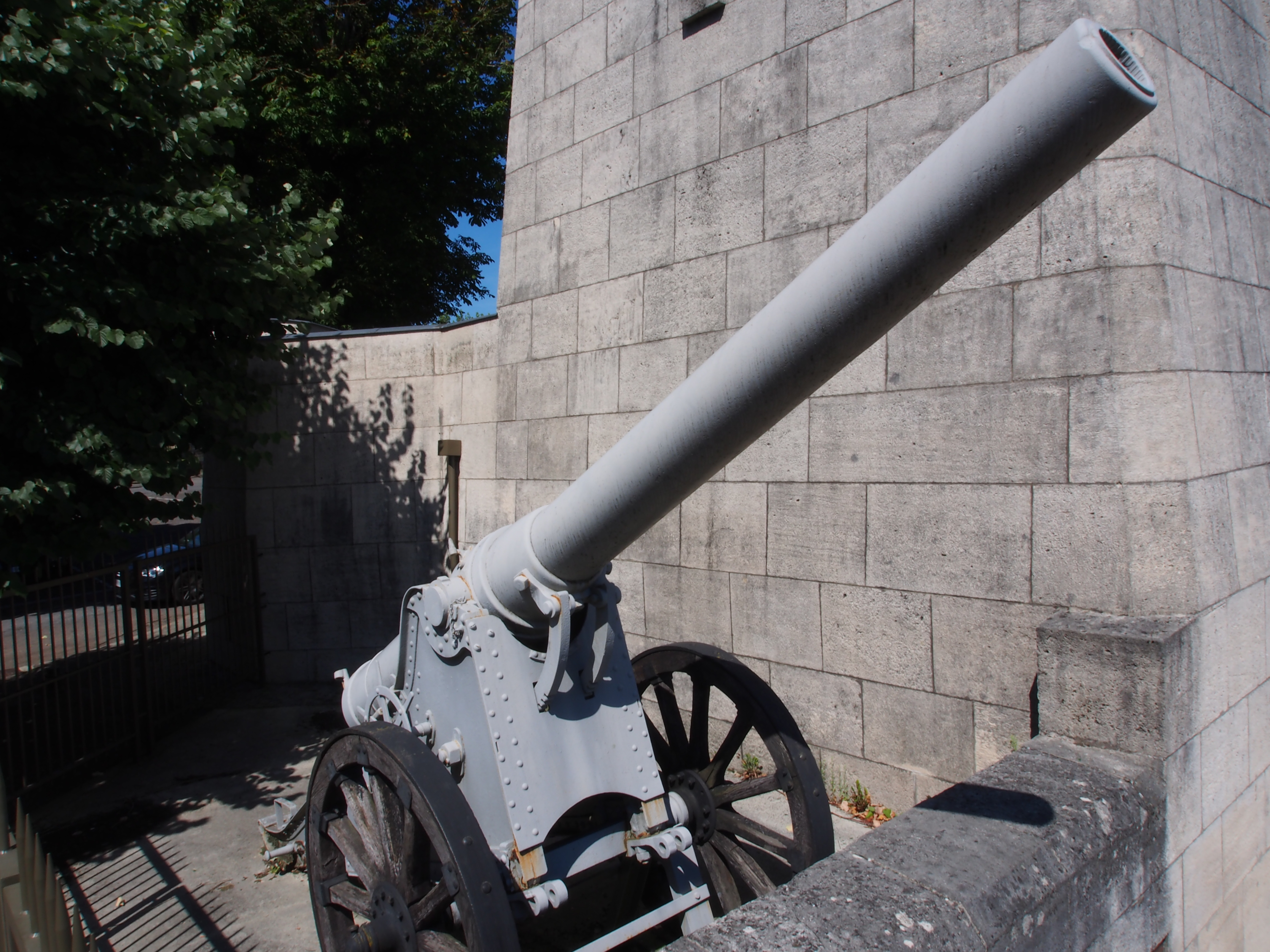